# Кузбасс (телерадиокомпания)
Государственная телевизионная и радиовещательная компания «Кузбасс» — филиал ФГУП «Всероссийская государственная телевизионная и радиовещательная компания» в Кемеровской области.

## История
Первые радиопередачи с территории нынешней Кемеровской области — Кузбасса начались в 1926 году. Создана в 1943 году как Комитет радиовещания и радиоинформации Исполнительного комитета Кемеровского областного совета депутатов трудящихся (Кемеровский радиокомитет). Первые телепередачи начались с 1958 года с фильма Семья Ульяновых.
С 1970 стал работать корпункт в Новокузнецке.
В 1992 на базе Кемеровской студии телевидения, Кемеровского областного радио и кемеровского радио и телецентра преобразовано в ГТРК «Кузбасс».
В 1994—1998 годах телеканал ГТРК «Кузбасс» существовал как КТВ, а с 1998 по 2003 год как ТВК.
С 13 мая 1994 по 31 декабря 1996 года на 6 ТВК осуществлялся эфир телеканала ТВК-2.
Весной 1995 года и до 1 мая 2007 года ГТРК «Кузбасс» осуществляла эфир и на отдельном 9-метровом канале, где также осуществлялся эфир и сибирского телеканала NTSC. В разное время сетевыми партнёрами на 9 ТВК являлись ТВ-6, ТНТ, СТС (вещание осуществлялось с логотипом «Россия-Кузбасс») и Вести. В дальнейшем, частота принадлежала ТНТ.
С 2006 года является филиалом ВГТРК.
В 2017 году на базе ГТРК «Кузбасс» открылся филиал кафедры журналистики и литературы XX века КемГУ.

## Руководители
- Бехтер, Владислав Прокопьевич
- Гребенников, Михаил Юрьевич
- Чирков, Валерий Николаевич — с 1997 по 2000
- Алиева, Тамара Владимировна — с 2000 по 2016
- Андреев, Андрей Владимирович — c 2016

## Известные журналисты
- Колпаков, Александр Геннадьевич — работал с 1985 по 1993
- Вадим Такменёв
- Горелкин, Антон Вадимович
- Чигарева, Зинаида Александровна

## Передачи
- «Вести-Кузбасс»
- «Вести-Кузбасс. Утро» — утренний выпуск новостей[5].
- «События недели. Кемерово. Кузбасс (Местное время. Воскресенье)» — программа с информационными итогами недели.
- «Тысяча и один» — проект ГТРК «Кузбасс» с обратным отсчетом до празднования 300-летия начала угледобычи в Кузбассе[6].
- «Россия 24. Новости Кемерово» — региональные выпуски новостей, которые выходят на канале "Россия 24[7].
- «Актуальное интервью» — интервью с экспертами сфер и отраслей экономика, ЖКХ, культуры и других[8].
- «Специальный репортаж» — специальные репортажи о различных темах и событиях Кемеровской области.
- «В точку» — программа с обсуждениями главных тем недели[9].
- «Мы вместе» — программа, рассказывающая о жизни, преодолении трудностей и победах людей с ограниченными возможностями здоровья[10].
- «Опер-ТВ» — программа о работе кузбасской полиции
- «МЧС предупреждает» — программа с социальными роликами от МЧС по Кемеровской области.
- «Английский знайка» — видео уроки английского языка для детей[11].
- «Окультуримся» — проект Ольги Шараповой о культуре[12].
- «Энциклопедия ГТРК „Кузбасс“» — большая энциклопедия, где собраны самые яркие страницы истории центрального телевидения Кузбасса, подготовленная К 60-летию ГТРК «Кузбасс»[13].
- «Радио „Маяк“ в Кузбассе» — подкасты эфиров радиостанции «Маяк-Кузбасс» в формате видеоверсий[14].

## Корпункты
- Южно-Кузбасский корпункт (Новокузнецк)- Ермакова, 9а.